# 福島記念
福島記念（ふくしまきねん）は、日本中央競馬会（JRA）が福島競馬場で施行する中央競馬の重賞競走（GIII）である。競馬番組表での名称は「農林水産省賞典 福島記念（のうりんすいさんしょうしょうてん ふくしまきねん）」と表記している。

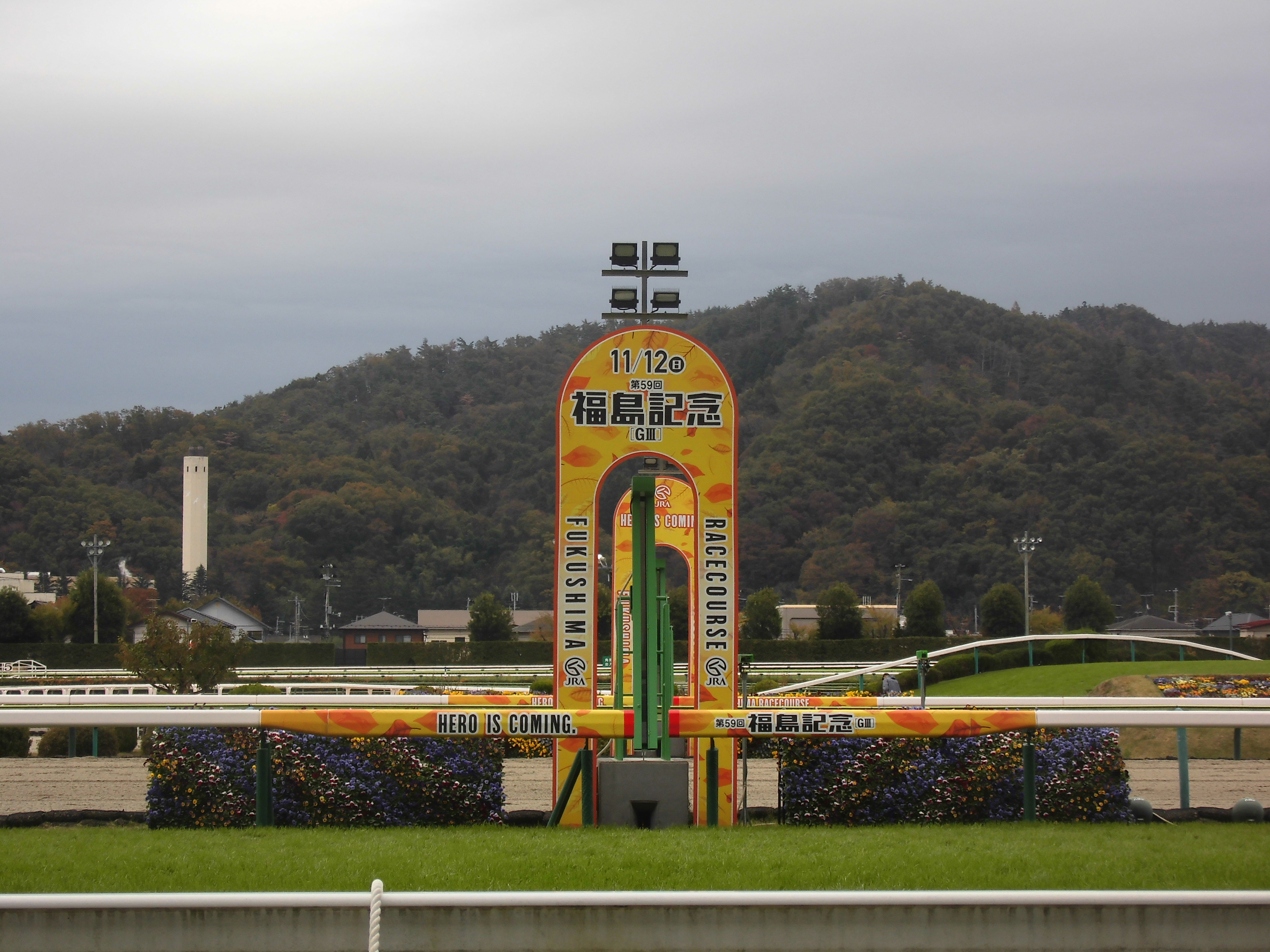
福島記念仕様のゴール板（2023年）

正賞は農林水産大臣賞、福島県知事賞。

## 概要
1965年に創設された、4歳（現3歳）以上の馬による重賞競走。当初は夏季に施行していたが、その後開催時期は幾度かの変更を経て、1974年以降は11月開催となり、福島競馬のフィナーレを飾る競走として定着している（1995年・1996年・2011年は新潟競馬場で施行）。
地方競馬所属馬は1998年から出走可能になった。外国産馬は1999年 - 2002年、および2005年以降出走が可能になり、2006年からは国際競走として外国馬の出走も可能になった。

### 競走条件
以下の内容は、2024年現在のもの。
出走資格：サラ系3歳以上
- 2023年11月11日以降2024年11月3日まで1回以上出走馬（未出走馬・未勝利馬を除く）
- JRA所属馬
- 地方競馬所属馬（2頭まで）
- 外国調教馬（優先出走）

負担重量：ハンデキャップ

### 賞金
2024年の1着賞金は4300万円で、以下2着1700万円、3着1100万円、4着650万円、5着430万円。

## 歴史
- 1965年 - 4歳以上の馬による重賞競走として創設[3]。
- 1966年 - 名称を「農林省賞典 福島記念」に変更[3]。
- 1978年 - 名称を「農林水産省賞典 福島記念」に変更[3]。
- 1984年 - グレード制施行により、GIII[注 1]に格付け[3]。
- 1998年 - 特別指定交流競走に指定され、地方競馬所属馬が出走可能になる[3]。
- 2001年 - 馬齢表示の国際基準への変更に伴い、出走条件を「3歳以上」に変更。
- 2006年 - 国際競走に変更され、外国調教馬が4頭まで出走可能になる[3]。
- 2007年 - 日本のパートI国昇格に伴い、格付表記をJpnIIIに変更[3]。
- 2009年
  - 外国調教馬の出走枠が8頭に拡大[3]。
  - 格付表記をGIII（国際格付）に変更[3]。
- 2012年 - 「近代競馬150周年記念」の副称を付けて施行[3]。
- 2025年 - 施行日を2010年以来再び土曜日に変更すると共に、2013年以来となるマイルチャンピオンシップの週に施行予定。

### 歴代優勝馬
優勝馬の馬齢は、2000年以前も現行表記に揃えている。
距離はすべて芝コース。
| 回数   | 年月日         | 競馬場 | 距離  | 優勝馬             | 性齢 | タイム            | 優勝騎手       | 管理調教師 | 馬主                                 |
| ------ | -------------- | ------ | ----- | ------------------ | ---- | ----------------- | -------------- | ---------- | ------------------------------------ |
| 第1回  | 1965年8月29日  | 福島   | 2000m | ウイステリヤ       | 牝3  | 2分04秒8          | 古山良司       | 茂木為二郎 | 藤田正明                             |
| 第2回  | 1966年9月4日   | 福島   | 2000m | セフトウエー       | 牡4  | 2分04秒3          | 野平祐二       | 野平富久   | 鈴木晴                               |
| 第3回  | 1967年8月27日  | 福島   | 2000m | ネイチブランナー   | 牡4  | 2分04秒1          | 増沢末夫       | 山岡寿恵次 | 増田伝三郎                           |
| 第4回  | 1968年8月11日  | 福島   | 2000m | ハクセンショウ     | 牡4  | 2分08秒1          | 増沢末夫       | 尾形藤吉   | 柏誠四郎                             |
| 第5回  | 1969年11月23日 | 福島   | 2000m | スイジン           | 牡4  | 2分05秒3          | 町田精生       | 田中和夫   | 渡辺君江                             |
| 第6回  | 1970年8月9日   | 福島   | 2000m | スイジン           | 牡5  | 2分03秒1          | 町田精生       | 田中和夫   | 渡辺君江                             |
| 第7回  | 1971年11月21日 | 福島   | 2000m | ダッシュリュー     | 牡5  | 2分01秒2          | 矢野照正       | 阿部正太郎 | 松田豊                               |
| 第8回  | 1972年8月27日  | 福島   | 2000m | キクノハッピー     | 牡4  | 2分02秒6          | 嶋田功         | 山岡寿恵次 | 田中伊三郎                           |
| 第9回  | 1973年10月7日  | 福島   | 2000m | オカザキジョウ     | 牡4  | 2分04秒9          | 菅原泰夫       | 茂木為二郎 | ホースマンクラブ                     |
| 第10回 | 1974年11月24日 | 福島   | 2000m | ノボルトウコウ     | 牡5  | 2分04秒3          | 徳吉一己       | 加藤朝治郎 | 渡辺喜八郎                           |
| 第11回 | 1975年11月23日 | 福島   | 2000m | ツアールターフ     | 牡4  | 2分05秒7          | 小島太         | 高木良三   | 佐藤重治                             |
| 第12回 | 1976年11月21日 | 福島   | 2000m | ウエスタンバード   | 牡5  | 2分06秒3          | 東信二         | 柴田欣也   | 西川商事（株）                       |
| 第13回 | 1977年11月20日 | 福島   | 2000m | ディアマンテ       | 牝4  | 2分03秒7          | 嶋田功         | 稲葉幸夫   | 佐藤弘嘉                             |
| 第14回 | 1978年11月19日 | 福島   | 2000m | シュランダー       | 牡4  | 2分06秒4          | 東信二         | 柴田欣也   | 加藤博史                             |
| 第15回 | 1979年11月18日 | 福島   | 2000m | ファニーバード     | 牝3  | 2分08秒7 （同着） | 徳吉一己       | 鴨田次男   | 原井義雄                             |
| 第15回 | 1979年11月18日 | 福島   | 2000m | マイエルフ         | 牝4  | 2分08秒7 （同着） | 大崎昭一       | 田中和夫   | （株）ラッキーフィールド             |
| 第16回 | 1980年11月23日 | 福島   | 2000m | ハワイアンイメージ | 牡3  | 2分06秒0          | 増沢末夫       | 鈴木勝太郎 | （株）大関                           |
| 第17回 | 1981年11月22日 | 福島   | 2000m | フジマドンナ       | 牝5  | 2分01秒9          | 竹原啓二       | 松山康久   | 藤野隆四郎                           |
| 第18回 | 1982年11月21日 | 福島   | 2000m | ネオキーストン     | 牡5  | 2分02秒3          | 増沢末夫       | 佐藤征助   | 高野稔                               |
| 第19回 | 1983年11月20日 | 福島   | 2000m | スイートカーソン   | 牝4  | 2分04秒2          | 増沢末夫       | 大和田稔   | 和田共弘                             |
| 第20回 | 1984年11月18日 | 福島   | 2000m | スズパレード       | 牡3  | 2分01秒4          | 田村正光       | 富田六郎   | 小紫芳夫                             |
| 第21回 | 1985年11月17日 | 福島   | 2000m | ブラックスキー     | 牡3  | 2分01秒9          | 小迫次男       | 矢野照正   | 笹原貞生                             |
| 第22回 | 1986年11月16日 | 福島   | 2000m | ランニングフリー   | 牡3  | 2分02秒9          | 小迫次男       | 本郷一彦   | 藤島泰輔                             |
| 第23回 | 1987年11月22日 | 福島   | 2000m | ミスターブランディ | 牡5  | 2分01秒7          | 津留千彰       | 大和田稔   | 吉田善哉                             |
| 第24回 | 1988年11月20日 | 福島   | 2000m | レイクブラック     | 牡5  | 2分05秒7          | 増沢末夫       | 和田正道   | 岡田弘夫                             |
| 第25回 | 1989年11月19日 | 福島   | 2000m | ミスターブランディ | 牡7  | 2分03秒8          | 津留千彰       | 大和田稔   | 吉田善哉                             |
| 第26回 | 1990年11月18日 | 福島   | 2000m | ハシノケンシロウ   | 牡3  | 2分00秒9          | 大塚栄三郎     | 八木沢勝美 | 橋本中                               |
| 第27回 | 1991年11月17日 | 福島   | 2000m | ヤグラステラ       | 牝6  | 2分01秒2          | 田島裕和       | 中尾謙太郎 | 矢倉敏夫                             |
| 第28回 | 1992年11月22日 | 福島   | 2000m | アラシ             | 騸3  | 2分02秒1          | 土肥幸広       | 加藤敬二   | 東五郎                               |
| 第29回 | 1993年11月21日 | 福島   | 2000m | ペガサス           | 牡3  | 2分00秒6          | 安田富男       | 大和田稔   | 阿部善男                             |
| 第30回 | 1994年11月20日 | 福島   | 2000m | シルクグレイッシュ | 牡3  | 2分01秒3          | 後藤浩輝       | 大和田稔   | （有）シルク                         |
| 第31回 | 1995年11月19日 | 新潟   | 2000m | マイネルブリッジ   | 牡3  | 2分01秒9          | 坂本勝美       | 伊藤正徳   | （株）サラブレッドクラブ・ラフィアン |
| 第32回 | 1996年11月17日 | 新潟   | 2000m | マイヨジョンヌ     | 牡6  | 2分01秒8          | 坂井千明       | 畠山重則   | 柴原榮                               |
| 第33回 | 1997年11月16日 | 福島   | 2000m | テイエムオオアラシ | 牡4  | 2分03秒0          | 土肥幸広       | 二分久男   | 竹園正繼                             |
| 第34回 | 1998年11月22日 | 福島   | 2000m | オーバーザウォール | 牝4  | 2分04秒0          | 中舘英二       | 佐々木晶三 | （有）社台レースホース               |
| 第35回 | 1999年11月21日 | 福島   | 2000m | ポートブライアンズ | 牡5  | 2分04秒6          | 和田竜二       | 岩元市三   | 水戸富雄                             |
| 第36回 | 2000年11月18日 | 福島   | 2000m | ゴーイングスズカ   | 牡7  | 2分04秒1          | 芹沢純一       | 橋田満     | 永井啓弍                             |
| 第37回 | 2001年11月17日 | 福島   | 2000m | ミヤギロドリゴ     | 牡7  | 1分59秒0          | 大西直宏       | 高市圭二   | 菅原光博                             |
| 第38回 | 2002年11月17日 | 福島   | 2000m | ウインブレイズ     | 牡5  | 2分01秒2          | 木幡初広       | 宗像義忠   | （株）ウイン                         |
| 第39回 | 2003年11月16日 | 福島   | 2000m | メイショウドメニカ | 騸6  | 1分58秒6          | 大西直宏       | 高橋成忠   | 松本好雄                             |
| 第40回 | 2004年11月14日 | 福島   | 2000m | セフティーエンペラ | 騸5  | 2分00秒3          | 長谷川浩大     | 小野幸治   | 池田實                               |
| 第41回 | 2005年11月13日 | 福島   | 2000m | グラスボンバー     | 牡5  | 2分01秒2          | 勝浦正樹       | 尾形充弘   | 半沢（有）                           |
| 第42回 | 2006年11月11日 | 福島   | 2000m | サンバレンティン   | 牡5  | 2分03秒9          | 佐藤哲三       | 佐々木晶三 | 吉田勝己                             |
| 第43回 | 2007年11月10日 | 福島   | 2000m | アルコセニョーラ   | 牝3  | 2分00秒6          | 中舘英二       | 畠山重則   | 中村政勝                             |
| 第44回 | 2008年11月24日 | 福島   | 2000m | マンハッタンスカイ | 牡4  | 2分00秒1          | 芹沢純一       | 浅見秀一   | （株）ヒダカ・ブリーダーズ・ユニオン |
| 第45回 | 2009年11月21日 | 福島   | 2000m | サニーサンデー     | 牡3  | 1分58秒6          | 吉田隼人       | 谷原義明   | 宮崎守保                             |
| 第46回 | 2010年11月20日 | 福島   | 2000m | ダンスインザモア   | 牡8  | 1分58秒9          | 丸田恭介       | 相沢郁     | 木浪巖                               |
| 第47回 | 2011年11月20日 | 新潟   | 2000m | アドマイヤコスモス | 牡4  | 1分59秒1          | 上村洋行       | 橋田満     | 近藤利一                             |
| 第48回 | 2012年11月18日 | 福島   | 2000m | ダイワファルコン   | 牡5  | 1分59秒5          | 川須栄彦       | 上原博之   | 大城敬三                             |
| 第49回 | 2013年11月17日 | 福島   | 2000m | ダイワファルコン   | 牡6  | 1分57秒3          | 川須栄彦       | 上原博之   | 大城敬三                             |
| 第50回 | 2014年11月16日 | 福島   | 2000m | ミトラ             | 騸6  | 1分58秒1          | M.バルザローナ | 萩原清     | 吉田勝己                             |
| 第51回 | 2015年11月15日 | 福島   | 2000m | ヤマカツエース     | 牡3  | 2分02秒5          | 津村明秀       | 池添兼雄   | 山田和夫                             |
| 第52回 | 2016年11月13日 | 福島   | 2000m | マルターズアポジー | 牡4  | 2分00秒8          | 武士沢友治     | 堀井雅広   | 藤田在子                             |
| 第53回 | 2017年11月12日 | 福島   | 2000m | ウインブライト     | 牡3  | 2分00秒2          | 松岡正海       | 畠山吉宏   | （株）ウイン                         |
| 第54回 | 2018年11月11日 | 福島   | 2000m | スティッフェリオ   | 牡4  | 1分58秒3          | 丸山元気       | 音無秀孝   | （有）社台レースホース               |
| 第55回 | 2019年11月10日 | 福島   | 2000m | クレッシェンドラヴ | 牡5  | 1分59秒5          | 内田博幸       | 林徹       | 広尾レース（株）                     |
| 第56回 | 2020年11月15日 | 福島   | 2000m | バイオスパーク     | 牡5  | 1分59秒6          | 池添謙一       | 浜田多実雄 | 宮田直也                             |
| 第57回 | 2021年11月14日 | 福島   | 2000m | パンサラッサ       | 牡4  | 1分59秒2          | 菱田裕二       | 矢作芳人   | 広尾レース（株）                     |
| 第58回 | 2022年11月13日 | 福島   | 2000m | ユニコーンライオン | 牡6  | 2分00秒2          | 国分優作       | 矢作芳人   | ライオンレースホース（株）           |
| 第59回 | 2023年11月12日 | 福島   | 2000m | ホウオウエミーズ   | 牝6  | 2分00秒9          | 田辺裕信       | 池上昌和   | 小笹芳央                             |
| 第60回 | 2024年11月10日 | 福島   | 2000m | アラタ             | 牡7  | 2分00秒7          | 大野拓弥       | 和田勇介   | 村田能光                             |